# Archangelos Michail (Choli)

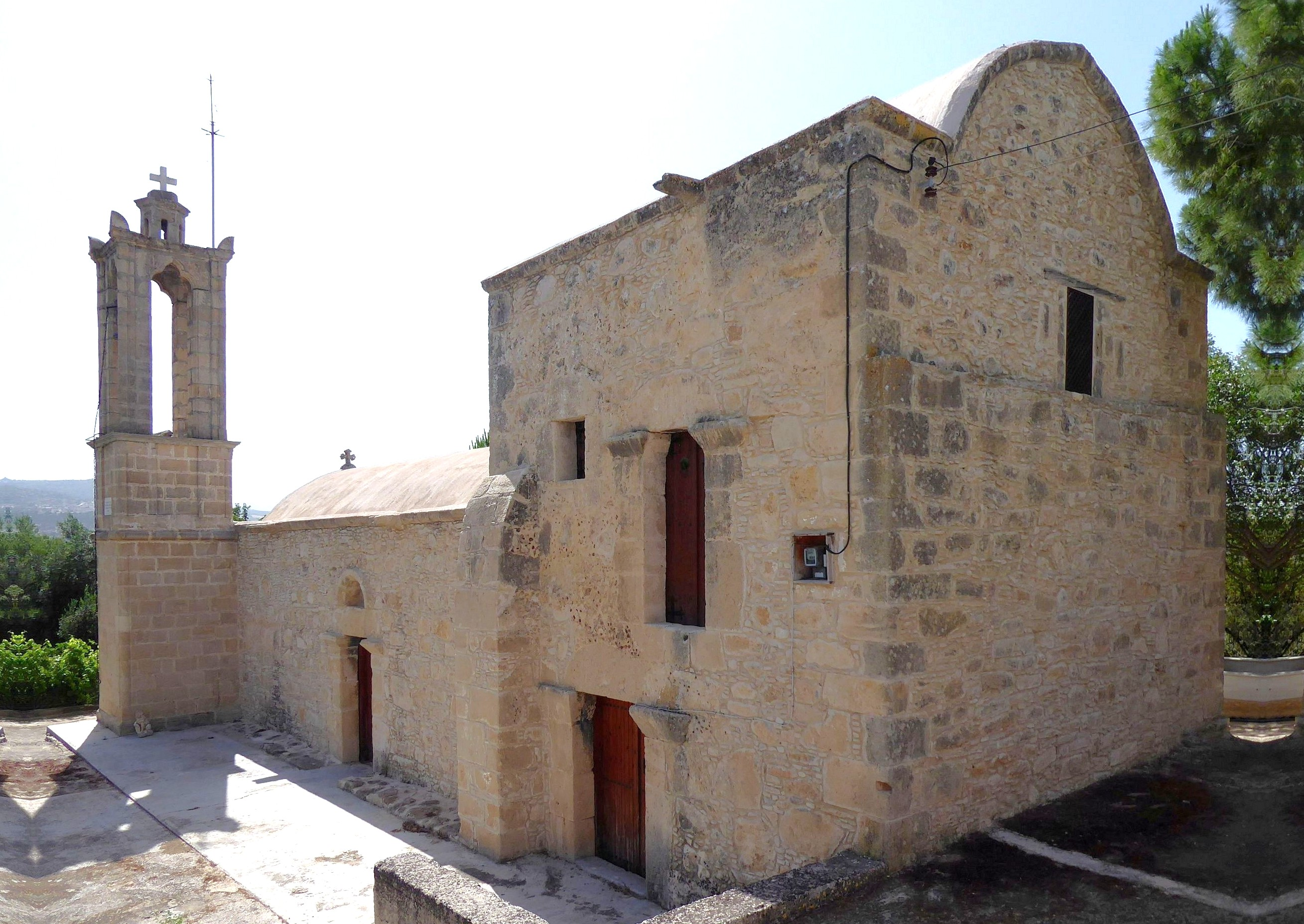
Blick zu Wehrturm und Kirche

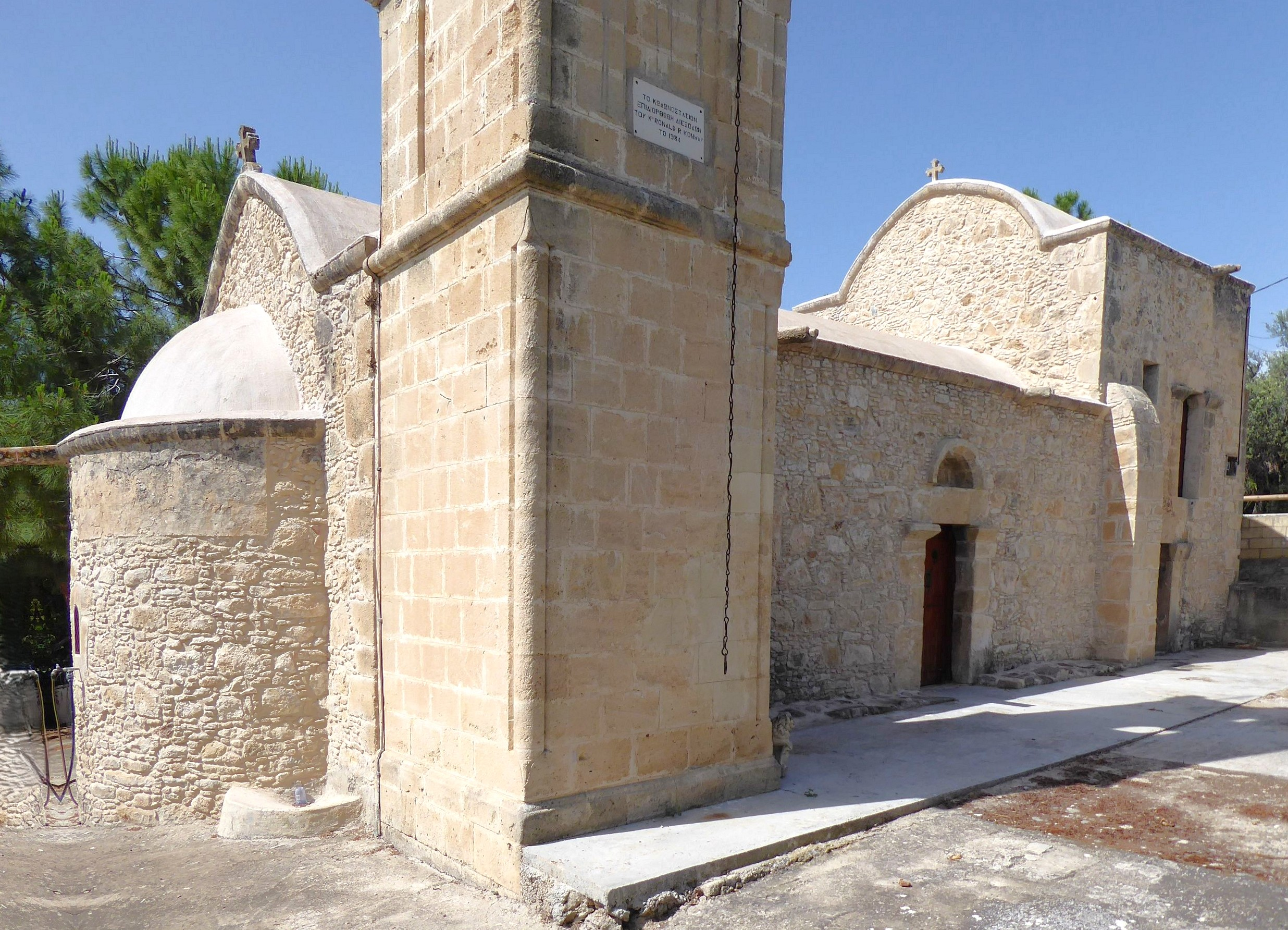
Blick zur Apsis

Archangelos Michail (griechisch Αρχάγγελος Μιχαήλ) ist ein Kirchengebäude der zyprisch-orthodoxen Kirche in Choli (Bezirk Paphos) auf Zypern. 

## Geschichte
Die dem heiligen Erzengel Michael geweihte Kirche wurde östlich an einen älteren fränkischen Wehrturm, der ursprünglich höher war, angebaut, der möglicherweise unter der Herrschaft von Jakob II. (1460–1473) entstanden war. Die Kirche selber wurde um 1500 als einschiffiges Gotteshaus mit einer Halbkreisapsis im Osten errichtet. Es handelt sich wohl um eine ursprünglich unter der Kreuzfahrerherrschaft des Hauses Lusignan für die Bedürfnisse fränkischer Lehnsherren geschaffene Kirche des lateinischen Ritus.
Die Kirche besitzt bedeutende Reste spätbyzantinischer Fresken. Der Wehrturm wurde zu einem Narthex umgebaut und im Inneren ein Portal zur Kirche eingefügt, wobei eine unterschiedliche Bodenhöhe erhalten blieb.